# Alfred Boehm-Tettelbach
Alfred Boehm-Tettelbach (* 28. März 1878 in Erstein; † 12. Juli 1962 in Berlin) war ein deutscher General der Infanterie im Zweiten Weltkrieg.

## Leben
Boehm war der Sohn des Oberregierungsrates Karl August Philipp Böhm und dessen Ehefrau Marie Augusta Constantina geborene Caggiati. Nach seiner Schulausbildung trat er am 1. Oktober 1896 als Fahnenjunker in das Infanterie-Regiment Nr. 132 der Preußischen Armee ein und wurde am 27. Januar 1898 zum Sekondeleutnant befördert. Am 8. Dezember 1903 folgte seine Versetzung in das I. Seebataillon nach Kiel. Von hier kam er am 18. Januar 1904 zum Marine-Infanterie-Bataillon des Marine-Expeditionskorps in Deutsch-Südwestafrika. Nach Ende seiner dortigen Dienstzeit wurde er am 11. April 1905 zum I. Seebataillon zurückversetzt. Nach Verwendung im Braunschweigischen Infanterie-Regiment Nr. 92 kommandierte man ihn zur weiteren Ausbildung von Oktober 1908 bis Juni 1911 zur Kriegsakademie. Nach kurzem Truppendienst folgte ab 1. April 1912 die Kommandierung in den Großen Generalstab sowie am 1. Oktober 1913 die Beförderung zum Hauptmann. Als solcher wurde Boehm zum 22. März 1914, für die Vorbereitung auf seinen nächsten Auslandseinsatz, in den Großen Generalstab nach Berlin versetzt und trat am 30. Mai 1914 seinen Dienst als Militärattaché in der deutschen Gesandtschaft in Belgrad an.
In diesen Wochen waren bereits die politischen Zeichen deutlich auf bevorstehende militärische Auseinandersetzungen gestellt. Jedes weitere Warten, so hatte der Chef des Generalstabes des kaiserlichen Heeres Generaloberst Helmuth Johannes Ludwig von Moltke seinen österreichischen Partner Franz Conrad von Hötzendorf noch im Mai 1914 wissen lassen, „vermindert unsere Chancen“. Daher bestand der Auftrag für die Attachés in diesen Tagen darin, mit nach einer günstigen Gelegenheit für einen Präventivkrieg Ausschau zu halten. Diese bot sich auch kurz darauf, als mehrere serbische Nationalisten am 28. Juni 1914 ihre seit März geplanten Attentatspläne beim Besuch des österreichischen Thronfolgers Erzherzog Franz Ferdinand in die Tat umsetzen. Als die Berichterstattungen dazu auf dem Tisch des Kaisers Wilhelm II. lagen, erklärte dieser am 30. Juni „jetzt oder nie“ und stärkte unter Beteiligung seiner Attachés in Wien und Belgrad die österreichisch-ungarische Regierung darin, durch ein nichtannehmbares Ultimatum an Serbien im Juli 1914 den Krieg auszulösen. Mit Kriegsbeginn wurde Boehm nach Berlin zurückbeordert und am 17. August 1914 in den Stellvertretenden Generalstab versetzt. Von hier aus erfolgte einen Monat darauf seine Kommandierung zum Generalstab der 8. Armee.
Im weiteren Verlauf des Ersten Weltkrieges war Boehm in verschiedenen Generalstabsverwendungen und im Bereich des Feldeisenbahnwesens Ost tätig. So wechselte er im Juni 1915 vom Feldeisenbahnwesen in den Generalstab des X. Reserve-Korps, von dort zum Generalstab der 20. Infanterie-Division. Im September des Folgejahres war er erneut beim Stab des Feldeisenbahnwesens und ab Februar 1917 in der Zentralstelle des Chefs des Feldeisenbahnwesens. Im September 1917 wurde er als Generalstabsoffizier beim Feldeisenbahnwesen und seit 22. März 1918 als Major im Stab des Chefs des Feldeisenbahnwesens zur besonderen Verwendung in Wien tätig.

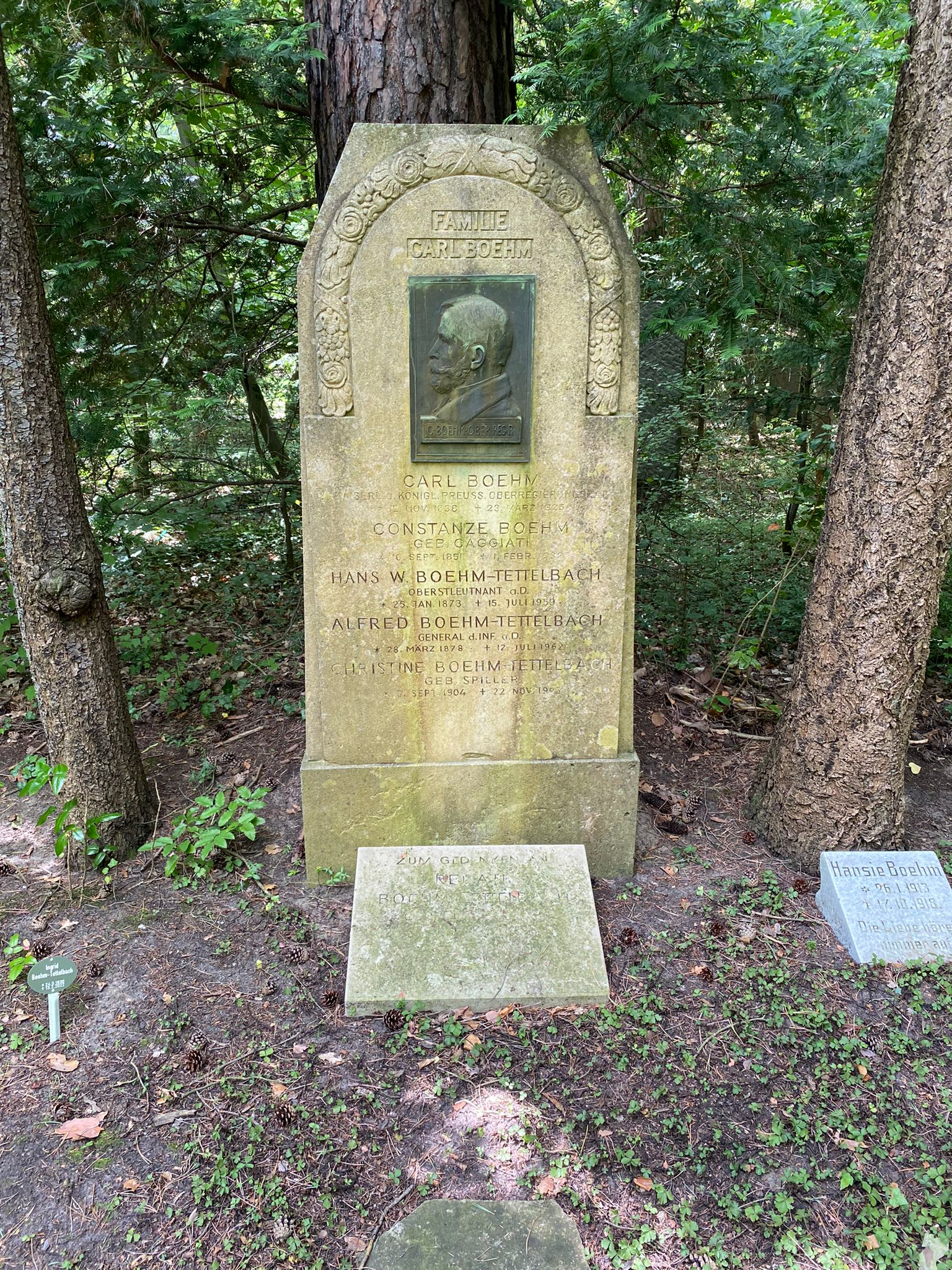
Grabstätte auf dem Südwestkirchhof Stahnsdorf

Nach Ende des Krieges wurde Boehm in die Reichswehr übernommen und im April 1919 in das Infanterie-Regiment 92 zurückversetzt. Von hier aus erfolgten Verwendungen im Stab der Reichswehr-Brigade 4 ab Ende 1919 und ein Jahr darauf im Stab der 3. Division. Ab 1. Juli 1921 wurde er für zwei Jahre in das Reichswehrministerium kommandiert. Vom 1. Oktober 1923 bis 1. Juni 1926 fungierte er als Kommandeur des III. Bataillons im 10. (Sächsischen) Infanterie-Regiment in Dresden und wurde zwischenzeitlich am 1. Dezember 1923 zum Oberstleutnant befördert. Als solcher folgte am 1. Juni 1926 seine Versetzung in den Stab des 4. (Preußischen) Infanterie-Regiments nach Kolberg. Im gleichen Jahr erhielt er die Genehmigung, den Namenszusatz „Tettelbach“ zu tragen. Nach seiner Beförderung zum Oberst am 1. April 1927 verblieb er zunächst bei diesem Verband und übernahm am 1. November 1928 das Kommando über das 14. (Badische) Infanterie-Regiment in Konstanz. Unter Beförderung zum Generalmajor wurde er 1930 als Chef des Wehramtes in das Reichswehrministerium nach Berlin versetzt und avancierte am 1. Oktober 1932 zum Generalleutnant. Zum 31. Januar 1933 wurde er aus dem aktiven Dienst verabschiedet, jedoch bereits 1935 wieder reaktiviert und als Lehrer für Kriegsgeschichte an die Kriegsakademie in Berlin-Moabit berufen.
Nach dem Beginn des Zweiten Weltkriegs war Boehm ab 10. September 1939 Befehlshaber des rückwärtigen Armeegebietes 581 in Polen. Es folgten Verwendungen als Kommandeur des Höheren Kommandos z. b. V. XXXII in Lublin und anschließend als Kommandeur des Höheren Kommandos z. b. V. XXXVII im Westen. Im Juli 1940 erfolgte sein Einsatz als Befehlshaber der deutschen Truppen in den Niederlanden im Rang als General der Infanterie. 1942 wurde er Kommandierender General des LXXXII. Armeekorps. Vom 1. November 1942 bis 28. Februar 1943 stellte man ihn zur Verfügung des Oberkommandos des Heeres. Zum 28. Februar 1943 verabschiedete man ihn in den Ruhestand.
Boehm verstarb am 12. Juli 1962 in Berlin und wurde in Berlin-Dahlem beigesetzt. Nach der Deutschen Wiedervereinigung fand er seine letzte Ruhestätte im Familiengrab auf dem Südwestkirchhof Stahnsdorf.
Seine älteren Brüder waren Hans (1873–1959) und Arthur Boehm-Tettelbach.

## Auszeichnungen
- Kronenorden IV. Klasse mit Schwertern[3]
- Ritterkreuz des Königlichen Hausordens von Hohenzollern mit Schwertern[3]
- Eisernes Kreuz (1914) II. und I. Klasse[3]
- Preußisches Dienstauszeichnungskreuz[3]
- Rote Kreuz-Medaille III. Klasse[3]
- Bayerischer Militärverdienstorden IV. Klasse mit Schwertern[3]
- Ritterkreuz II. Klasse des Albrechts-Ordens mit Schwertern[3]
- Ritterkreuz I. Klasse des Friedrichs-Ordens mit Schwertern[3]
- Ritterkreuz II. Klasse des Ordens vom Zähringer Löwen mit Schwertern[3]
- Mecklenburgisches Militärverdienstkreuz II. Klasse[3]
- Ritterkreuz II. Klasse des Ordens Heinrichs des Löwen[3]
- Braunschweiger Kriegsverdienstkreuz II. und I. Klasse[3]
- Friedrich-August-Kreuz I. Klasse[3]
- Orden der Eisernen Krone III. Klasse mit Kriegsdekoration[3]
- Österreichisches Militärverdienstkreuz II. Klasse mit Kriegsdekoration[3]
- Ehrenkreuz II. Klasse des Ehrenzeichens für Verdienste um das Rote Kreuz[3]
- Eiserner Halbmond[3]
- Deutsches Kreuz in Silber am 15. Januar 1943[4]

## Schriften
- Der Böhmische Feldzug Friedrichs des Großen 1757 im Lichte Schlieffenscher Kritik. Berlin 1934.